# Wohn- und Wirtschaftsgebäude Neuenseebogen 2

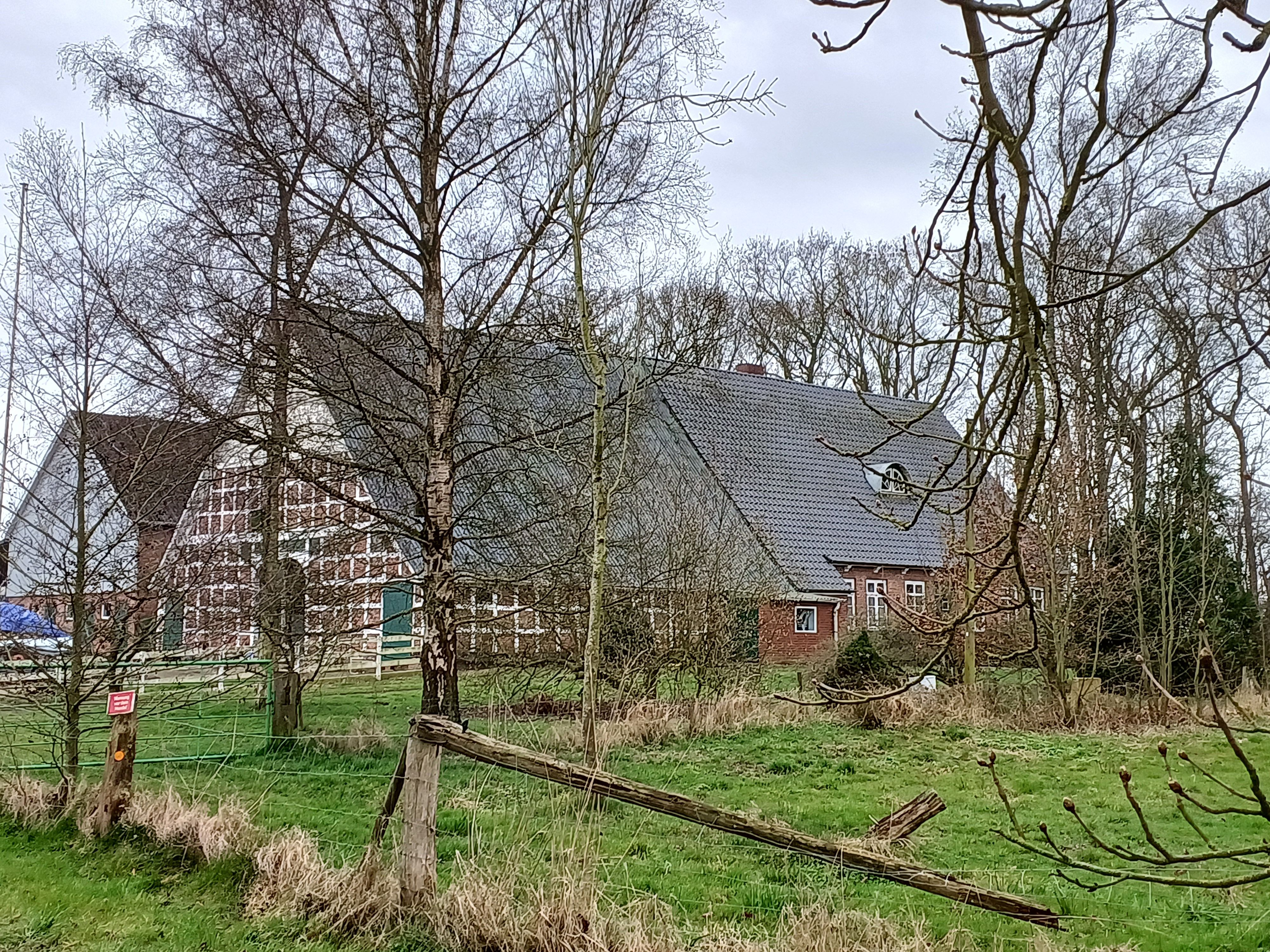
Ost- und Nordfassade (2023)

Das Wohn- und Wirtschaftsgebäude Neuenseebogen 2 südlich der Oste in der niedersächsischen Samtgemeinde Land Hadeln, Ortsteil Cadenberge-Geversdorf, im Landkreis Cuxhaven, stammt aus der Mitte des 19. Jahrhunderts. Aktuell (2024) wird es als Wohnhaus und wohl gewerblich genutzt.
Das Gebäude steht unter Denkmalschutz (siehe auch Liste der Baudenkmale in Cadenberge).

## Beschreibung
Das eingeschossige giebelständige zurückliegende Gebäude als Zweiständer-Hallenhaus in regelmäßigem Fachwerk mit Steinausfachungen, mit Satteldach, Wirtschaftsgiebel, mit der Grooten Door mit Korbbogen, Wohnteil massiv in Backstein sowie mit regionaltypischen senkrechten Verbretterungen in den beiden Giebeldreiecken, stammt von 1860 (Inschrift). Die Hofanlagen am Neuseebogen sind typischerweise firstparallel zum Deich ausgerichtet.
Das Landesdenkmalamt befand u. a.: „… regionstypischer Zweiständerbau der zweiten Hälfte des 19. Jahrhunderts ….“